# Michel Cellier
Vous venez d’apposer le modèle de débat d'admissibilité.
Avant toute chose, veuillez créer la page de débat correspondante en cliquant ici.
- Une fois la page de vote initialisée, rafraîchissez cette page, et le bandeau prendra son aspect définitif.
- Si votre débat d'admissibilité est groupé (le motif et l’argumentation doivent être les mêmes), modifiez cette page pour ajouter au modèle le paramètre « cat » suivi du nom de la page de discussion de l’article pour lequel la page de débat existe déjà (ex. : cat=Discussion:Nom_de_l'autre_article). Ensuite, suivez les nouvelles instructions qui apparaissent.
- Vous pouvez également utiliser le paramètre « type » pour faciliter l’accès aux critères d’admissibilité. Exemple : {{suppression|type=mot-clé}}. Liste des mots-clés existants : fiction, musique, art visuel, fanzine, jeu de société, porno, sportif, association, enseignement, société, site web, route, nombre, (Liste complète ici).

| 1. | Créez la page de débat d'admissibilité.                                                                      | Sauvegardez d’abord la page pour l’initialiser puis indiquez votre motivation.        |
| 2. | Important : ajoutez une entrée dans la section Débat d'admissibilité du jour.                                | Utilisez ce texte : *{{L\|Michel Cellier}}                                            |
| 3. | Pensez à informer les contributeurs principaux de la page et les projets associés lorsque cela est possible. | Utilisez ce texte : {{subst:Avertissement débat d'admissibilité\|Michel Cellier}}~~~~ |

 (février 2025).
Si vous disposez d'ouvrages ou d'articles de référence ou si vous connaissez des sites web de qualité traitant du thème abordé ici, merci de compléter l'article en donnant les références utiles à sa vérifiabilité et en les liant à la section « Notes et références ».
Pour les articles homonymes, voir Cellier.
Michel Cellier est un journaliste français.
Michel Cellier a occupé des fonctions de reporter, de rédacteur en chef, de présentateur et de direction à Sud Radio, RTL, Antenne 2 (animateur de l'émission Aujourd'hui la Vie), Radio France et M6 (Directeur de la rédaction nationale et des rédactions locales). Il quitte le groupe M6 en 2002. 
Il a également été directeur général délégué et rédacteur en chef du quotidien de Nantes et de Saint-Nazaire Presse-Océan (mars 2009-janvier 2010) et directeur général des chaines de télévision locale Nantes 7 et Angers 7 (Groupe Ouest-France). 
Producteur et présentateur de l'émission Écolo 6 sur M6 (1992-1997), il est l'auteur de l'ouvrage Les secrets d'Écolo 6 aux Éditions Ouest-France.
Il a été chargé d'enseignement à l'École supérieure de journalisme de Lille (1982-1990).